# Thomas Bangalter
Thomas Bangalter (ur. 3 stycznia 1975 w Paryżu) – francuski didżej, założyciel zespołu Daft Punk wspólnie z Guyem-Manuelem de Homem-Christo, z którym zdobył nagrodę Grammy w kategorii najlepszy album elektroniczny / taneczny za Alive 2007 oraz nagrodę za najlepszy utwór taneczny za „Harder Better Faster Stronger” w 2009.

## Życiorys
Syn Daniela Vangarde, który robił i był producentem muzyki na pograniczu disco, do tej pory produkuje muzykę. Thomas odziedziczył po ojcu pasję do muzyki i sam zaczął ją tworzyć.
Na początku lat 90. tworzy wraz z Guy-Manuel-em de Homem-Christo zespół Daft Punk. Jako zespół zyskali największą sławę w Europie i Japonii. Są jednymi z niewielu muzyków, którzy propagują gatunek french house.
W 1995 założył własną wytwórnię muzyczną Roulé przez którą sam wydaje własne nagrania, jak i wydaje innych wykonawców: Dj Falcon, Romanthony, Stardust, Alan Braxe, Roy Davis Jr. W 1995 wydał pierwszą swoją produkcję solową Trax On Da Rocks.
W 1998 przy współpracy z Alanem Braxe i wokalistą Benjaminem Diamondem stworzył projekt Stardust, który w 1998 roku wydał singiel „Music Sounds Better With You”. Nagranie to stało się hitem 1998 roku.
Thomas podjął współpracę z DJ-em Falconem pod nazwą Together, efektem ich pracy to parę singli, w tym „So Much Love To Give” i „Together”.
W 2002 nagrał płytę na potrzeby filmu Gaspara Noé Nieodwracalne (Irreversible).

## Życie prywatne
W 2002 związał się z francuską aktorką Élodie Bouchez, z którą ma dwóch synów, Tara-Jaya (ur. 22 stycznia 2002) i Roxana (ur. 2 czerwca 2008). Zamieszkali w Beverly Hills.

## Dyskografia

### Albumy
- Irréversible (Original Soundtrack)

### Single
- „Trax On Da Rocks” (1995)
- „Spinal Scratch” (1996)
- „Trax On Da Rocks Vol 2” (1998)
- „Thomas Bangalter - Outrage” (2003)